# Перец длинный
Пе́рец дли́нный (лат. Piper longum), также именуемый индонезийским длинным перцем  — тропическое растение, его плоды — пряность, а также специи, которые изготовляют из двух видов рода Перец: Piper longum и Piper officinarum. Другие виды длинного перца, Piper retrofractum, происходят с Явы.
Оба вида длинного перца очень остры и ароматны. Остроту и аромат перцам придает алкалоид пиперин, а также компоненты эфирного масла.

## Этимология названия «перец»
Само слово греч. πέπερι, лат. piper, англ. pepper — «перец» как название специи, происходит от тамильского слова pippalī, обозначающего длинный перец. Слово pepper в названии болгарский перец, относящемся к совершенно другим растениям рода Capsicum, имеет ту же этимологию. Такое употребление названия началось в XVI веке.

## Применение

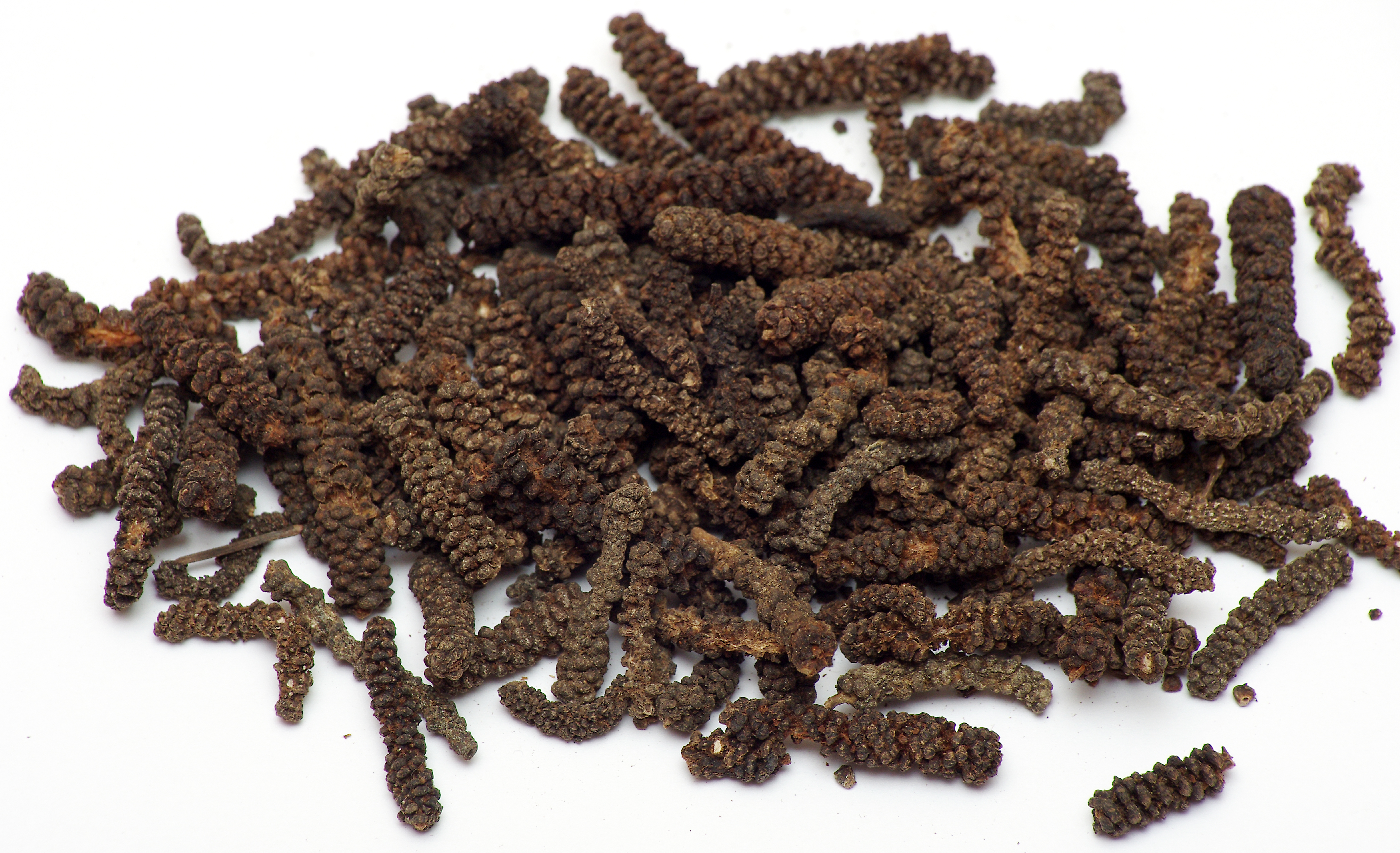
Высушенные соцветия («плоды») длинного перца

В настоящее время длинный перец является очень редким компонентом в европейской кулинарии, но по-прежнему используется в Индии, в некоторых традиционных смесях пряностей в Северной Африке, в индонезийской и малайзийской кухне. Интерес к нему возродился после того как стало известно, что он является источником химического соединения пиперлонгумина, обладающего противовоспалительными и сенолитическими свойствами